# تورط (نفس)

## وجه التسمية
الـوَرْطَة البئر والبَلِيةٌ يَقَعُ فيها الإنْسَانُ  واسْتَـوْرَطَ فُلان في حِبَالَتي أي نَشِبَ فيها وتَوَرَطَ في الأمْرِ وَقَعَ فيها. وبالإنجليزية enmeshment معناها ‍الإيقاع في الشرك أي الشبكة.